# Proteugnamptellus pardalis
Proteugnamptellus pardalis là một loài bọ cánh cứng trong họ Rhynchitidae. Loài này được Marshall miêu tả khoa học năm 1948.